# London Society for the Abolition of Compulsory Vaccination

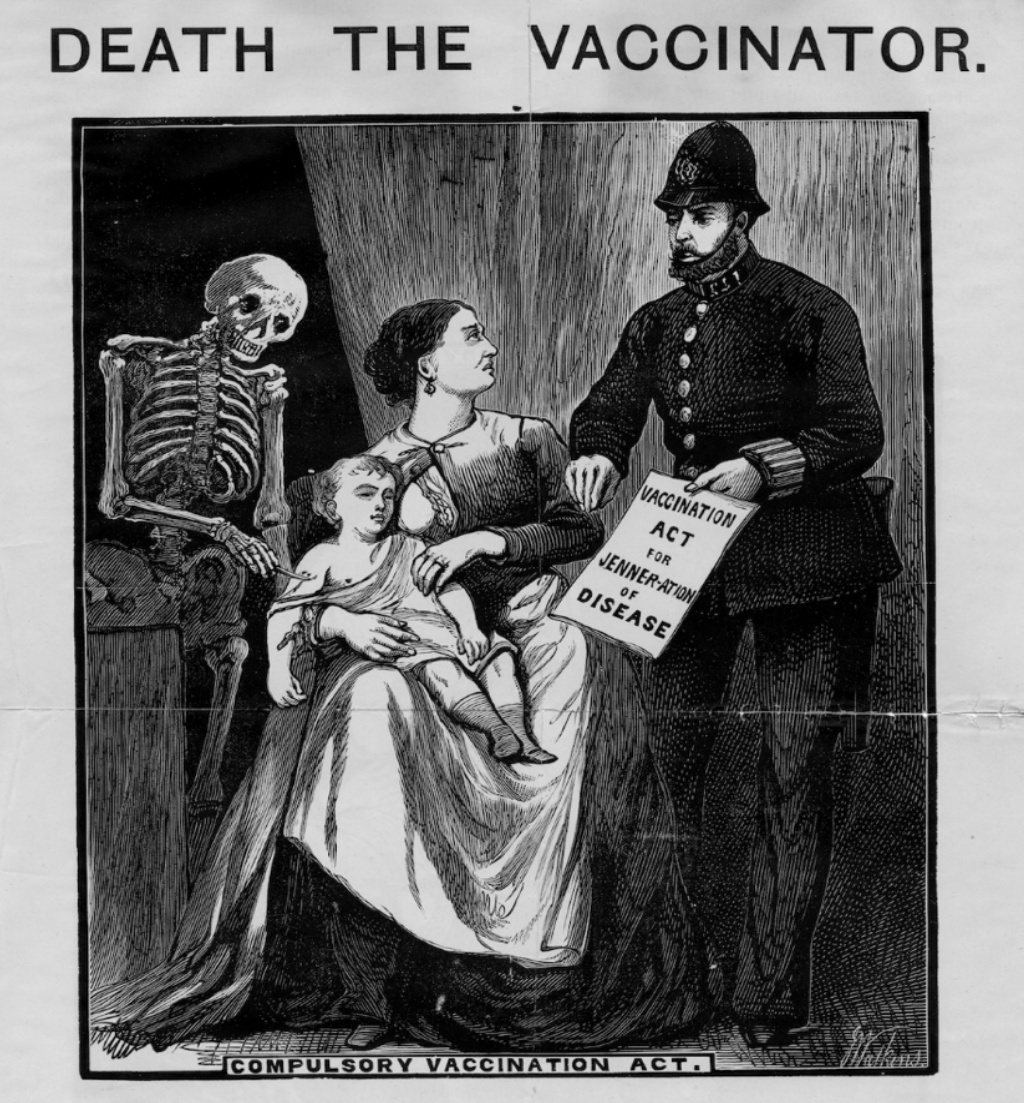
Death the Vaccinator, publié par la London Society for the Abolition of Compulsory Vaccination

La National Anti-Vaccination League (NAVL) est une organisation anti-vaccination britannique qui a été formée en 1896 à partir d'organisations plus petites.
Historiquement, la NAVL s'est opposée à la vaccination obligatoire, notamment contre la variole. Elle faisait partie d'un mouvement anti-vaccinationniste plus large, arguant que la vaccination faisait plus de mal que de bien.

## Histoire

### L'Anti-Compulsory Vaccination League
La National Anti-Vaccination League est née d'anciennes organisations plus petites de Londres, à l'origine sous le titre Anti-Compulsory Vaccination League (ACVL) en réponse au gouvernement rendant obligatoire la vaccination contre la variole. L'Anti-Compulsory Vaccination League a été fondée par Richard Butler Gibbs à Finsbury en 1866. Les membres comprennent alors le frère de Richard, George Sleight Gibbs, et son cousin John Gibbs, auteur du premier pamphlet anti-vaccination. La National Anti-Vaccination League comptera 103 ligues et revendiquera 10 000 membres en 1871.
En juin 1867, la publication Human Nature fait campagne contre The Vaccination Humbug. De nombreuses pétitions sont présentées au Parlement contre la vaccination obligatoire, et beaucoup de parents allèguent que leurs enfants sont morts à cause de l'opération, et se plaignent que ces pétitions n'aient pas été rendues publiques. Le journal rapporte la formation de la National Anti-Vaccination League « Pour renverser cet énorme morceau d'absurdité physiologique et de tyrannie médicale […] Nous conseillons fortement aux parents d'aller en prison, plutôt que de se soumettre à faire vacciner leur progéniture… ».
Les membres notables de l'Anti-Compulsory Vaccination League sont James Burns, George Dornbusch (en) et Charles Thomas Pearce (en).
Après la mort de Richard B. Gibbs en 1871, la Anti-Compulsory Vaccination League subit divers changements jusqu'en 1876, date à laquelle elle est relancée sous la direction de Mary Hume-Rothery (en) et du révérend W. Hume-Rothery. Elle publie des circulaires occasionnelles qui fusionne ensuite avec le National Anti-Compulsory Vaccination Reporter.

### La London Society for the Abolition of Compulsory Vaccination
En 1880, William Tebb (en) élargit et réorganise la Ligue avec la formation de la London Society for the Abolition of Compulsory Vaccination, avec William Young comme secrétaire. Le Vaccination Inquirer, fondé par Tebb en 1879, est adopté comme organe officiel de la Société. Une série de quatorze ''Vaccination Tracts est entreprise par Young en 1877 et complétée par James John Garth Wilkinson en 1879. William White est le premier rédacteur en chef du Vaccination Inquirer et après sa mort en 1885, Alfred Milnes lui succède. Frances Hoggan et son mari rédigent un article pour le Vaccination Inquirer en septembre 1883 qui plaide contre la vaccination obligatoire.
La London Society se concentre sur le lobbying pour le soutien parlementaire dans les années 1880 et au début des années 1890. Elle obtient le soutien de plusieurs membres de la Chambre des communes dont le plus important est Peter Alfred Taylor.

### La National Anti-Vaccination League
Le mouvement se développe, et comme l'influence de la London Society éclipse les Hume-Rotherys, il est décidé en février 1896 de reformer la Société sous le nom de National Anti-Vaccination League. Arthur Phelps (en) en est élu président. En 1898, la ligue engage Lily Loat (en). En 1909, elle est élue secrétaire de la ligue.
En 1906, George Bernard Shaw écrit une lettre de soutien à la National Anti-Vaccination League, assimilant les méthodes de vaccination à « frotter le contenu de la pelle à poussière dans la plaie ». Le sujet lui tient à cœur. En 1924, dans sa préface à sa pièce Sainte Jeanne, il écrit : « Nous devons envisager en face le fait que la société est fondée sur l'intolérance. Il est des cas manifestes de l'abus de l'intolérance ; mais ces cas sont tout aussi caractéristiques de notre âge présent que du Moyen Age. L'exemple et le contraste modernes typiques, c'est la vaccine obligatoire, remplaçant ce qui était virtuellement le baptême obligatoire. Mais ce qu'on reproche à l’obligation de la vaccine, c'est d'être un charlatanisme grossièrement antiscientifique, malfaisant, antisanitaire. On ne reproche pas du tout à cette obligation d'être un mal par le fait qu'elle oblige des gens à protéger leurs enfants contre la maladie. Les adversaires de la vaccine voudraient en faire un crime et, probablement, ils y réussiront. Mais ce sera tout aussi intolérant que de la rendre obligatoire. Ni les Pasteuriens, ni leurs adversaires les Sanitariens ne laisseraient lres parents libres d'élever leurs enfants tout nus, bien que cette façon de faire puisse être défendue par quelques arguments plausibles. »
Lily Loat consacre sa vie à la cause et meurt en 1958. Le journal de la ligue cesse en 1972.